# 余家老宅
余家老宅是一座清代徽州古民居建筑，位于中国安徽省黄山市黟县县城碧阳镇北街社区费家弄29号。
2017年，黄山市文化委发布《关于拟公布第五批黄山市市级文物保护单位名单的公示》，确定在2017年8月25日至9月1日，对包括余家老宅在内的拟公布为市级文保单位的70处文物对象，进行公示。。公示后，余家老宅即由黄山市人民政府公布为黄山市文物保护单位，编号5-14，分类为古民居，时代为清。